# ファン・デル・パウ法
ファン・デル・パウ法（英：van der Pauw Method）は、試料の電気抵抗率およびホール係数を測定するために一般的に用いられる手法である。 その長所は厚みの薄いシートのような物質であれば、ある程度任意の形状の試料の電気抵抗率について正確に測定できる点である。電極は 周囲 に配置される。 ファン・デル・パウ法は、 四端子測定法とは対照的に、試料の周囲に配置された4点プローブを採用している。
ファン・デル・パウ法で得られた測定値から、材料の以下の特性を計算することができる
- 材料の電気抵抗率
- P型半導体かN型半導体か（すなわち不純物半導体のドーパントの種類）。
- シートにおける多数キャリア の密度（単位面積当たりの多数キャリアの数）。 ここから電荷密度とドナー準位を求めることができる。
- 多数キャリアの移動度

この方法は、1958年にレオ・J・ファン・デル・パウによって初めて提唱された。

## 条件
ファン・デル・パウ法を用いるためには、必ず満たされなければならない５つの条件がある
1. 試料の形状は平板で、厚さは均一である
2. 試料には孤立した穴がない（試料の表面が単連結である）
3. 試料は均質であり、かつ等方性をもつ
4. 全ての接触面が試料の端に位置している
5. 全ての接触面について、その面積が試料全体の面積よりも少なくとも一桁小さい

## 試料の調整
ファン・デル・パウ法で測定するには、試料の厚さは試料の幅や長さよりも十分に小さくなければならない。また、計算の誤差を減らすため、試料は左右対称であることが望ましい。さらに試料内に孤立した穴があってはならない。

接触面の位置の候補

この測定では接触面は整流作用のない接合（オーミック接触）である必要がある。また、接触面について、以下の条件を満たす必要がある
- 接触面の面積を可能な限り小さくする
- 接触面はできるだけ試料の境目に近づける

また、半導体はゼーベック効果など熱電効果が金属より大きいので、熱電効果を小さくするため、接触面からのリード線は同じロットの導線を用いるのが望ましい